# Cyrtandra longirostris
Cyrtandra longirostris är en tvåhjärtbladig växtart som beskrevs av De Vriese. Cyrtandra longirostris ingår i släktet Cyrtandra och familjen Gesneriaceae. Inga underarter finns listade i Catalogue of Life.